# Бруно, Михаэль
Михаэль Петер Бруно (нем. Michael Peter Bruno; ивр. מיכאל ברונו‎; 30 июля 1932, Гамбург, Германия — 25 декабря 1996, Иерусалим, Израиль) — израильский экономист, профессор экономики Еврейского университета в Иерусалиме, управляющий Банком Израиля (1986—1991), шеф-экономист Всемирного банка в 1993—1996 годах.

## Биография
Михаэль родился 30 июля 1932 года в Гамбурге, Германия в семье доктора Ханса и пианистки Лотты Бруно. В 1933 году семья Бруно эмигрировала в Хайфу после прихода к власти Гитлера. Среднее образование получил в Еврейской реальной школе.
В 1956 году получил степень бакалавра искусств и в 1960 году получил степень магистра искусств в Королевском колледже при Кембриджском университете. В 1962 году был удостоен степени доктора философии по экономике в Стэнфордском университете. Научным руководителем докторской диссертации «Взаимозависимость, использование ресурсов и структурные изменения в Израиле» был Кеннет Эрроу.
Был старшим экономистом в 1957—1961 годах, директором исследовательского отдела в 1961—1964 годах Банка Израиля.
Преподавательскую деятельность начал в качестве лектора в 1963—1964 годах, старшего лектора в 1965 году, ассоциированного профессора в 1966—1967 годах в Еврейском университете в Иерусалиме. С 1970 года являлся полным профессором и заведующим кафедрой имени Карла Мельхиора международной экономики с 1970 года в Еврейском университете в Иерусалиме.
Был директором Института экономических исследований в Израиле Мориса Фалька в 1972—1975 годах, старшим экономическим советником Министра финансов Израиля в 1975—1976 годах. Был членом команды разработки программы экономической стабилизации в 1985—1986 годах, управляющим Банком Израиля в 1986—1991 годах, шеф-экономистом Всемирного банка в 1993—1996 годах.
Михаэль Бруно также был приглашённым профессором в Массачусетском технологическом институте в 1965—1966 годах и 1970—1971 годах, в 1981 году и в Гарвардском университете в 1970—1971 годах и в 1976—1977 годах, в Институте международных экономических исследований при Стокгольмском университете в 1978 году.
Был президентом Израильской экономической ассоциации в 1977—1979 годах, научным сотрудником NBER в 1979 году, был членом с 1967 года, членом совета в 1967—1968 годах, вице-президентом в 1984 году, президентом в 1986 году эконометрического общества, президентом Международной экономической ассоциации в 1992—1995 годах.
Был членом Израильской академии естественных и гуманитарных наук с 1975 года, иностранным почётным членом Американской академии искусств и наук с 1982 года.
Михаэль Бруно умер 25 декабря 1996 года от рака.

## Семья
Михаэль Бруно первый раз женился в 1958 году на Офре Хиршенберг и у них родились двое сыновей Яэль и Идо и дочь Аса, их брак распался. Второй раз женился на Нетта Бен-Порат.

## Память
Фонд Ротшильда и Израильский институт перспективных исследований учредил с 1999 года ежегодную мемориальную премию Михаэля Бруно для студентов и учёных до 50 лет, проводящие свои исследования в любых областях в Израиле.

## Награды
За свои достижения был неоднократно отмечен:
- 1974 — Ротшильдовская премия по социологии;
- 1994 — премия Израиля по экономике;
- 1999 — вошёл в лист топ-1000 самых цитируемый экономистов в 1984—1996 годах по версии М. Блауга.